# Las Jícamas
Las Jícamas es un pequeño poblado situado al suroeste de un municipio del Valle de Santiago en el Estado de Guanajuato.
En el Censo de 2010 contaba con aproximadamente 1800 habitantes. De todas las comunidades en el municipio, las Jícamas ocupa el 6º lugar en términos de número de habitantes, en su mayoría mujeres y niños. Las Jícamas basan su economía en la agricultura, la acuicultura y la ganadería, aunque también gran parte de los ingresos provienen de personas que emigraron a los Estados Unidos.
El pueblo está situado 30 kilómetros al suroeste del Valle de Santiago y a 5 kilómetros al norte de la línea estatal con el Estado de Michoacán. El clima en Las Jícamas es mayormente soleado, con temperaturas entre 70 y 93 grados Fahrenheit.